# Ocell sastre d'orelles blanques
L'ocell sastre d'orelles blanques (Orthotomus cinereiceps) és una espècie d'ocell passeriforme que pertany a la família Cisticolidae endèmica del sud de les Filipines.

## Subespècies
Es reconeixen dues subespècies:
- O. c. obscurior (Mayr, E 1947) - Mindanao (sud de Philippines)
- O. c. cinereiceps (Sharpe, RB 1877) - Basilan (sud de Philippines)

## Distribució i hàbitat
Es troba únicament a l'oest de l'illa de Mindanao (a la península de Zamboanga i immediacions) i Basilán.
L'hàbitat natural són els boscos humits tropicals de terres baixes.